# Напсо, Юрий Аисович
Ю́рий Аи́сович На́псо (род. 17 апреля 1973, Туапсе, Краснодарский край) — российский политик. Депутат Государственной Думы ФС РФ V, VI и VII созывов (2007—2025). Был членом фракции ЛДПР. Депутатские полномочия были досрочно прекращены 3 апреля 2025 года.

## Биография
В 2000 году получил высшее образование по двум специальностям: «юриспруденция» и «история» в Адыгейском государственном университете. В 2007 году прошёл обучение по специальности «отечественная история» в аспирантуре Института международного права и экономики им. А. С. Грибоедова. В 2007 году защитил диссертацию на соискание учёной степени кандидата экономических наук. В 2010 году прошёл переподготовку по специальности «государственное и муниципальное управление» в Российской академии государственной службы.
После окончания ВУЗа вёл предпринимательскую деятельность. Работал в ООО «Олимпиакос» в должности заместителя директора по производственным вопросам. С 2000 года работал в ЗАО «Роснефтересурс» генеральным директором. Работал в ОАО «Туапсегоргаз» в должности члена совета директоров предприятия. Работал помощником депутата Госдумы от партии ЛДПР. По сведениям системы «Спарк-Интерфакс», являлся совладельцем 49 % компании ООО «Спецсервисгаз», является владельцем 51 % ООО «Национальная топливная компания», вместе с женой и братом владеют 24,97 % ОАО "Мясокомбинат «Туапсинский».

## Депутатская деятельность
В период исполнения депутатских полномочий, с 2007 по 2017 год выступил в Государственной Думе 35 раз. За семь лет и 10 месяцев лет работы депутатом, с 16 декабря 2009 года по 25 октября 2017 года выступил в Государственной Думе три раза: 7 февраля 2012 года, 10 апреля 2012 года и 25 октября 2017 года.
Из-за вторжения России на Украину находится под международными санкциями Евросоюза, США, Великобритании и ряда других стран
В декабре 2024 года спикер Госдумы Вячеслав Володин поручил проработать вопрос о лишении Напсо депутатского статуса в связи с его отсутствием на заседаниях Госдумы в течение двух лет.
3 апреля 2025 года Госдума досрочно прекратила полномочия Напсо из-за пропусков заседаний.

## Обвинения в плагиате
В 2013 году сетевое сообщество «Диссернет» установило, что кандидатская диссертация Напсо «Таможенная политика Российской Федерации в 1990-е гг.» содержит некорректные заимствования на 139 страницах из 176. На сайте сообщества «Диссернет» указано, что Напсо защитил диссертацию в печально знаменитом «Даниловском совете» при Московском педагогическом государственном университете, деятельность которого расследовалась специально созданной комиссией Министерства образования и науки РФ. В январе 2013 года заместитель министра образования и науки Игорь Федюкин сообщил журналистам о том, что в диссертационном совете МПГУ комиссией Министерства образования и науки выявлены массовые фальсификации при защите диссертаций и «серьезные систематические нарушения». Заместитель министра отметил, что «речь идет о массовых фальсификациях: поставлена работа по изготовлению фиктивных диссертаций». В феврале 2013 года решением Минобрнауки была прекращена деятельность диссертационного совета МПГУ.

## Санкции
23 февраля 2022 года включён в санкционный список Евросоюза, так как «поддерживал и проводил действия и политику, которые подрывают территориальную целостность, суверенитет и независимость Украины, которые ещё больше дестабилизируют Украину».
24 февраля 2022 года включён в санкционный список Канады «близких соратников режима» за голосование о признании независимости «так называемых республик в Донецке и Луганске».
24 марта 2022 года, на фоне вторжения России на Украину, включен в санкционный список США за «соучастие в войне Путина» и «поддержку усилий Кремля по вторжению в Украину», Госдеп США заявил что депутаты Госдумы используют свои полномочия для преследования инакомыслящих и политических оппонентов, нарушают свободу информации, ограничивают права человека и основные свободы граждан России.
Позднее, по аналогичным основаниям, включён в санкционные списки Великобритании, Швейцарии, Австралии, Украины, Японии и Новой Зеландии.

## Бассейн Напсо у моря и уголовное дело против блогера Валова
В 2017 году блогер Александр Валов рассказал на платформе «БлогСочи», о том что у депутата Напсо имеется собственный бассейн на первой линии общественного пляжа у моря. Напсо подал в суд на главного редактора портала Валова и потребовал опровержения информации. Суд принял решение взыскать с блогера миллион рублей и потребовал опровержения информации. Фотографии бассейна Напсо были опубликованы на сайтах «Новые известия» и «Радио Свобода». В январе 2018 года Валов был арестован и позже осужден на шесть лет лишения свободы якобы за вымогательство у Напсо 300 тысяч рублей за удаление информации о бассейне с сайта. Доказательством вымогательства был платёж, совершённый помощником депутата Напсо с пометкой «за рекламные услуги». Как объяснил блогер, он не знал, что заказавший рекламу Гукасян является помощником Напсо, и Гукасян действительно неоднократно заказывал размещение рекламных материалов.

## Изъятие собственности
В октябре 2024 года Юрий Напсо лишился принадлежащих ему и аффилированным лицам активов по решению Центрального районного суда Сочи. Иск Генпрокуратуры, поданный заместителем генпрокурора, утверждает, что Напсо нарушил антикоррупционное законодательство, занимаясь предпринимательской деятельностью и не декларируя дорогостоящие активы. По версии прокуратуры, депутат Госдумы переоформил компании на доверенных лиц. В доход государства изъяты предприятия, объекты недвижимости и земельные участки общей стоимостью более 1,2 млрд рублей. Среди них доли в компаниях «Национальная топливная компания», «Кубаньойл» и «Сочипетрол». Адвокаты депутата намерены обжаловать решение.

## Семья
Юрий Напсо женат, воспитывает четверых детей. Жена — Вероника Валерьевна Иванчикова — является депутатом Законодательного Собрания Краснодарского края от партии ЛДПР, брат — Роман Напсо — депутатом Городского Собрания Сочи от партии «Единая Россия». Отец Юрия Напсо — бывший директор мясокомбината «Туапсинский», был убит в 2002 году возле здания арбитражного суда Краснодара, убийство совершил 70-летний оппонент Аиса Напсо, который был задержан сразу же после совершения преступления. Как пояснил напавший на директора мясокомбината житель Караевска, Аис Напсо задолжал ему деньги за мясо, поставленное на мясокомбинат, о чём был подан иск в арбитражный суд.

## Награды
- Почётная грамота правительства Российской Федерации (20 июля 2019 года) — за большой вклад в развитие российского парламентаризма и активную законотворческую деятельность[27]
- Благодарность Правительства Российской Федерации (4 июля 2013 года) — за многолетнюю плодотворную законотворческую деятельность и развитие законодательства Российской Федерации[28]